# Waldo (Florida)
Waldo es una ciudad ubicada en el condado de Alachua en el estado estadounidense de Florida. En el Censo de 2010 tenía una población de 1.015 habitantes y una densidad poblacional de 181,1 personas por km².

## Geografía
Waldo se encuentra ubicada en las coordenadas 29°47′31″N 82°10′1″O / 29.79194, -82.16694. Según la Oficina del Censo de los Estados Unidos, Waldo tiene una superficie total de 5.6 km², de la cual 5.56 km² corresponden a tierra firme y (0.74%) 0.04 km² es agua.

## Demografía
Según el censo de 2010, había 1.015 personas residiendo en Waldo. La densidad de población era de 181,1 hab./km². De los 1.015 habitantes, Waldo estaba compuesto por el 70.25% blancos, el 25.91% eran afroamericanos, el 0.2% eran amerindios, el 0.3% eran asiáticos, el 0% eran isleños del Pacífico, el 1.58% eran de otras razas y el 1.77% pertenecían a dos o más razas. Del total de la población el 3.15% eran hispanos o latinos de cualquier raza.